# Феліче Тореллі
Феліче Тореллі (італ. Felice Torelli; 9 вересня 1667, Верона — 11 червня 1748) — італійський художник доби пізнього бароко і рококо. Рідний брат Джузеппе Тореллі (1658—1709), італійського альтиста, композитора, педагога.

## Життєпис

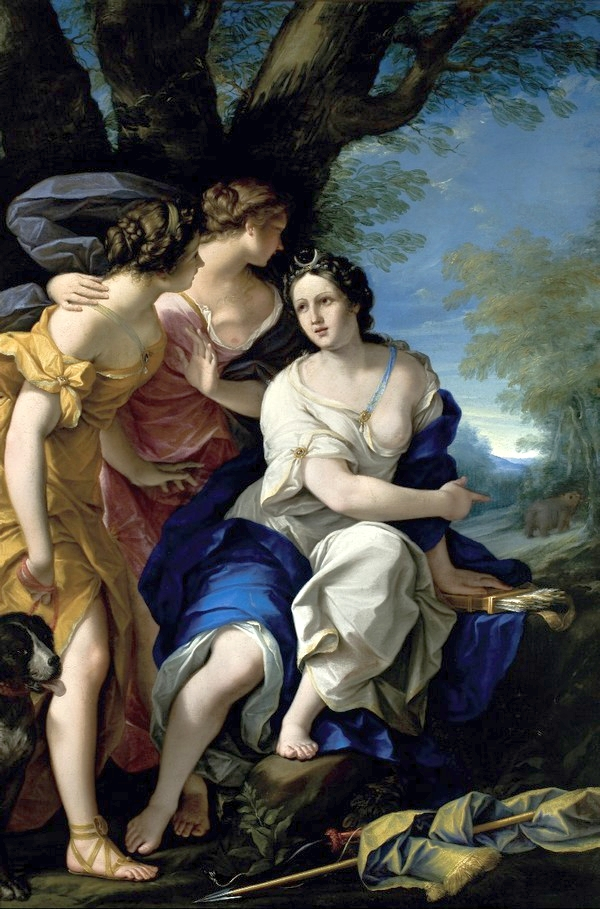
"Діана і дві німфи "

- Народився в родині художника в місті Верона.
- Художню майстерність опановував в майстерні Санто Прунаті у Вероні. Потім перебрався у місто Болонья, де продовжив навчання в майстерні Джованні Джозефо даль Соле.

- 1710 року приєднався до товариства художників (керованих Джамп'єтро Дзанотті), що підтримували заснування Академії мистецтв Болоньї. Кампанія по заснуванню художнього закладу закінчилась успіхом.
- Став викладачем Академії мистецтв Болоньї. Його учні — Убальдо Гандольфі, Гаетано Гандольфі, Джованні Доменіко Феретті та племінник Джованні Джорджи.
- Був одружений. Дружина Люція Казаліні-Тореллі, шляхетна пані, жінка-художниця, портретистка.
- Син — Стефано Тореллі (1712—1784), художник історичного живопису і портретів.

## Вибрані твори

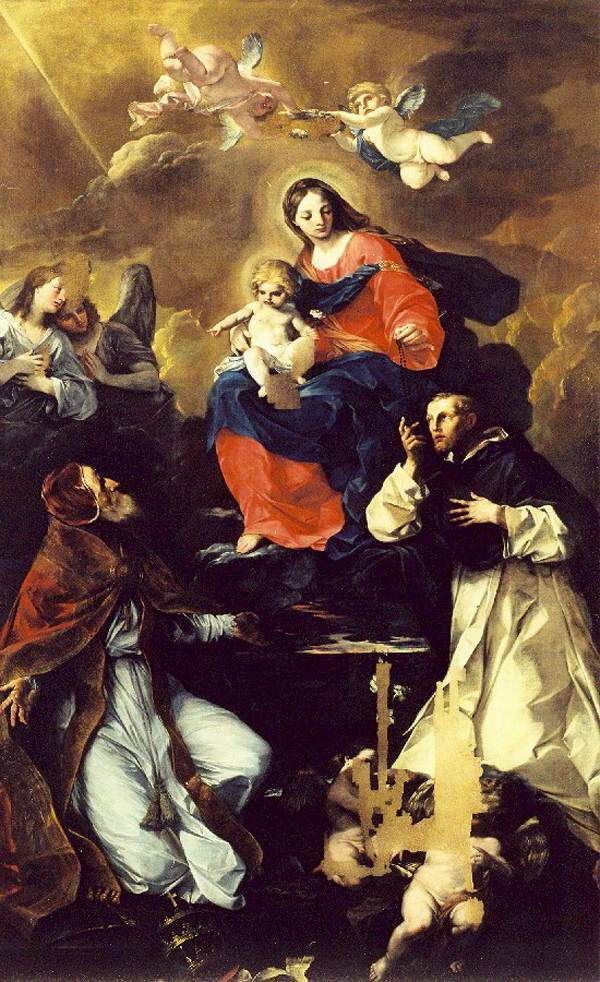
«Мадонна з немовлям і святими», 1700

- «Мадонна з немовлям і святими», 1700
- «Мадонна з немовлям і св. Миколою з Барі»
- «Діана і дві німфи»
- «Жертвоприношення Іфігенії»
- «Двоє католицьких святих»[4]
- «Маттео Мальвецци», Музей цивіко Доцца[4]
- «Тереза Сакетті Мальвецци», Музей цивіко Імола[4]
- «Еміліо Мальвецци з лютнею»[4]
- «Автопортрет», Уффіці, Флоренція[4]
- «Автопортрет», Кастельвекьо, Верона[4]
- «Св. Себастьян»[4]
- «Христа беруть під варту»[4]
- «Викрадення Прозерпіни»[4]
- «Христос на шляху у Еммаус»
- «Мучеництво Св. Мацуреліо», Болонья
- «Стігмати Терези Авільської»